# Jasur Hasanov
Jasur Hasanov (en ruso: Жасур Орзикулович Хасанов; Jizzakh, RSS de Uzbekistán; 2 de agosto de 1983) es un futbolista de Uzbekistán que juega en la posición de centrocampista con el Sogdiana Jizzakh de la Liga de fútbol de Uzbekistán.

## Carrera
El 24 de agosto de 2011, se confirmó de nuevo a los medios de comunicación que Hasanov había sido cedido a otro club qatarí, el Qatar SC, con un contrato de un año. Está llamado a sustituir al iraquí Qusay Munir. El Presidente del Qatar SC, Nasser Al Thani, expresó su alegría por el acuerdo. "Estamos muy contentos de haber fichado a Hasanov, que la temporada pasada ofreció un rendimiento excelente y regular en el Lekhwiya. También es uno de los mejores jugadores de la selección nacional uzbeka. Estamos seguros de que tendrá un gran éxito en el Qatar SC", declaró el directivo, que abandonó el club tras no poder hacerse con un puesto fijo en el once inicial.

### Club
| Periodo   | Club                   | Apariciones | Goles |
| --------- | ---------------------- | ----------- | ----- |
| 1999–2002 | Sogdiana Jizzakh       | 57          | 2     |
| 2003–2005 | Navbahor Namangan      | 47          | 7     |
| 2005–2007 | FK Mash'al Mubarek     | 40          | 4     |
| 2007–2012 | FC Bunyodkor           | 94          | 10    |
| 2010–2011 | → Lekhwiya SC (cedido) | 27          | 5     |
| 2011–2012 | → Qatar SC (cedido)    | 11          | 0     |
| 2012      | Emirates Club          | 9           | 1     |
| 2012–2014 | FC Bunyodkor           | 32          | 4     |
| 2014–2016 | Lokomotiv Tashkent     | 53          | 7     |
| 2016–2017 | Qizilqum Zarafshon     | 29          | 1     |
| 2017–2018 | Nasaf Qarshi           | 25          | 1     |
| 2018–2019 | FC AGMK                | 25          | 3     |
| 2019–     | Sogdiana Jizzakh       | 79          | 7     |

### Selección nacional
Jugó para Uzbekistán en 53 ocasiones de 2007 a 2016 y anotó dos goles; participó en dos ediciones de la Copa Asiática.

## Logros

### Club
- Uzbek League: 2008, 2009, 2010
- Uzbek Cup: 2008
- Qatari League: 2010–11

### Individual
- Goleador de la AFC Cup: 2022

## Estadísticas

### Goles con selección nacional
| # | Fecha    | Sede                                        | Rival    | Resultado | Torneo                                               |
| - | -------- | ------------------------------------------- | -------- | --------- | ---------------------------------------------------- |
| 1 | 2-1-2011 | Sharjah Stadium, Sharjah                    | Jordania | 2–2       | Amistoso                                             |
| 2 | 8-6-2012 | Camille Chamoun Sports City Stadium, Beirut | Líbano   | 1–1       | Clasificación para la Copa Mundial de Fútbol de 2014 |